# لبو

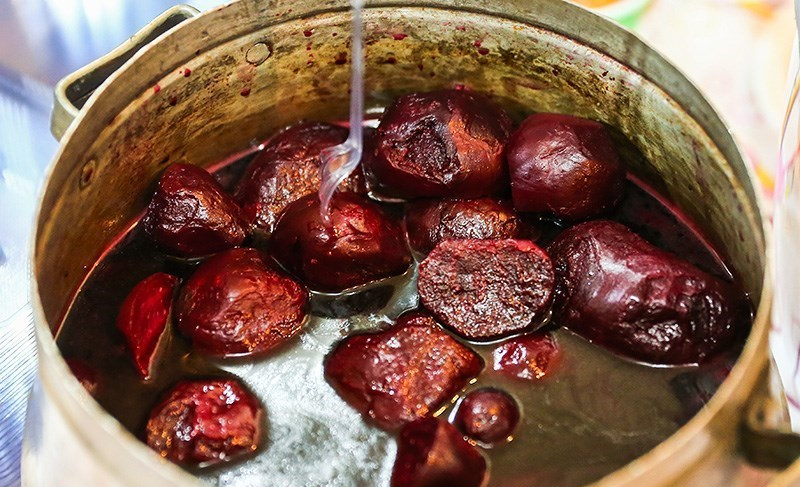
لبو در قابلمهٔ مسی

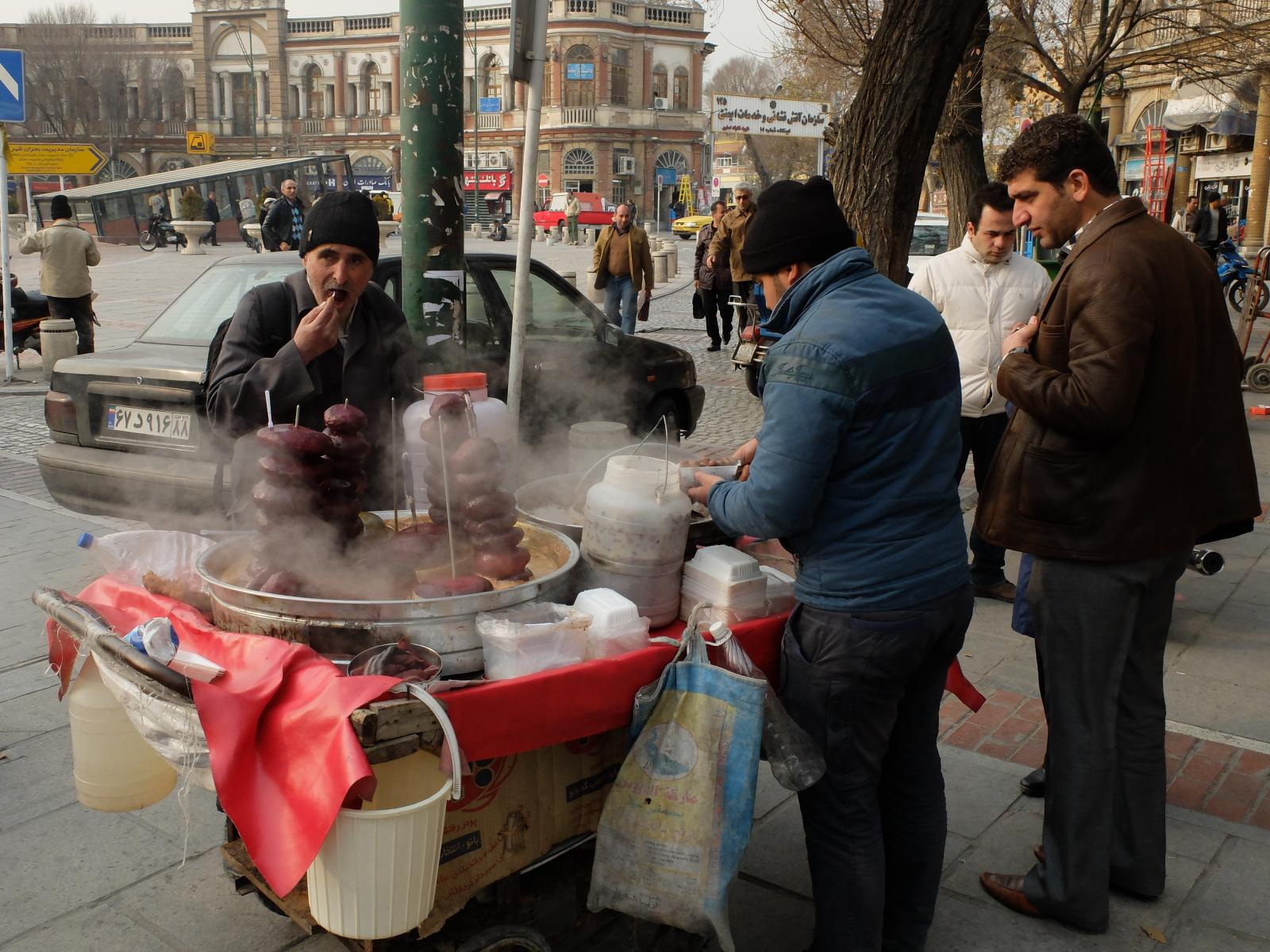
دستفروشی لبو میدان حسن‌آباد تهران

لبو همان چغندر پخته‌است. در زبان آشور و بابل چغندر را لپتو می‌خوانده‌اند و در آرامی لپتا و لیپتا می‌نامیده‌اند و ممکن است که اصل لبوی فارسی همین باشد.

### یافته های جدید
یک گزارش جدید بیانگر آنست که دانشگاهی در انگلستان به این نتیجه رسیده که لبو بر توانایی جسمی و فشار خون -37درجه نقش بسیار مثبتی داشته است این تحقیقات نشان داده که خوردن سه لبو در روز بسرعت بر توانایی فرد تاثیر گذار بوده و قدرت جسمی و حافظه او را افزایش میدهد .2